# Sintali
Sintali (ou Sintaly) est une ville et une sous-préfecture de Guinée, rattachée à la préfecture de Pita et la région de Mamou.Située au Nord par Hafia-labé, à l'ouest par timbi tounni, à l'est par bantighel,et au sud par Pita centre.
La sous-préfecture de Sintaly a été créé en 1976 en même temps que Bourwal tappé, située à 5km de la ville. Elle est composée de six districts : sintaly centre, fitaba, bourkadje,lalya, saraya, kokoulo.
Elle recèle des potentialités touristiques particulièrement intéressante dont les suivantes sont les plus connues :
Les chutes de kinkon, situées à 4km de sintaly centre, dans le district de bourkadjé, elles constituent un des panoramas les plus représentatifs du fouta djallon. Le génie humain les a exploités pour fournir non seulement de l'énergie électrique mais aussi pour offrir aux touristes un ensemble de curiosité d'une rare beauté: un lac ,une centrale hydroélectrique, une chute,une gorge et de l'eau maîtrisée.

## Population
En 2016, la localité comptait 9 706 habitants.